# BuzzFeed
A BuzzFeed egy amerikai média-, hírszolgáltató és szórakoztatóipari cég, melynek fő fókuszában a digitális média áll. A New York-i központú céget Jonah Peretti és John S. Johnson alapította 2006-ban, a felkapott médiatartalmak nyomonkövetése érdekében. Kenneth Lerer, a The Huffington Post társalapítója és igazgatója, a BuzzFeed egyik társalapítójaként és befektetőjeként kezdte, mára pedig a cég főigazgatója.
A cég, ami kezdetben online kvízekről, listás és popkulturális témájú cikkekről volt híres, mára egy globális technológiai és médiavállalattá nőtte ki magát, amely olyan különböző témákban közöl publikációkat, mint a politika, a barkácsolás, az állatvilág, vagy az üzleti szféra. 2011 végén a BuzzFeed felbérelte Ben Smith-t, a Politico hírportál főszerkesztőjét, hogy a weboldal felhozatalát újságírói riportokkal bővítse. Felderítő újságírói tevékenységéért a BuzzFeed News 2021-ben elnyerte a National Magazine díjat, a George Polk díjat és a Pulitzer-díjat, valamint jelölték a Michael Kelly díjra. A BuzzFeed saját reklámok segítségével generál bevételt. Ez a stratégia növeli annak a valószínűségét, hogy az oldal látogatói megtekintik a hirdetések tartalmát.
Bár a BuzzFeed belépett az igényes újságírás világába, a Pew Research Center 2014-es felmérése alapján az Egyesült Államokban a válaszadók többsége (életkortól és politikai beállítottságtól függetlenül) nem tartja megbízható forrásnak a weboldalt. A vállalat közönségét inkább baloldaliként jellemzik. A BuzzFeed News azóta saját domainre költözött, míg korábban a BuzzFeed fő weblapjának volt egy alszekciója.

## Története
A BuzzFeed megalapítása előtt Peretti kutatási és fejlesztési igazgató volt az Eyebeamnél, Johnson New York-i központú művészeti és technológiai nonprofit cégénél, ahol más felkapott médiumokkal is kísérletezett.
Peretti mellékprojektként indította korábbi mentorával, John Johnsonnal együttműködésben az eredetileg BuzzFeed Laboratories névre keresztelt céget 2006-ban, amikor még a The Huffington Postnál dolgozott. A vállalat kezdetben nem alkalmazott szerzőket vagy szerkesztőket, csak egy algoritmust a világhálón felkapott tartalmak kiszűrésére. A weblap egy olyan azonnali üzenetküldő alkalmazást (BuzzBot) működtetett, amely hivatkozásokat küldött a felhasználóknak a népszerű tartalmak eléréséhez. Az alkalmazás olyan algoritmusokon alapult, amelyek többszáz blogot böngésztek végig a gyorsan terjedő linkek felkutatása érdekében. A weboldal később kiemelt tartalomként kezelte a BuzzBot által kiválasztott legnépszerűbb hivatkozásokat. A vállalat kurátorokat alkalmazott a világhálón népszerű tartalmak meghatározására. 2011-ben a cég felbérelte Ben Smith-t, a Politico főszerkesztőjét és népszerű politikai bloggert, egy hírfelület létrehozása érdekében.
2016-ban a BuzzFeed Newstól különálló, a BuzzFeed Motion Picturest is magába foglaló BuzzFeed Entertainment Group megalapításával a vállalat hivatalosan is különválasztotta a hír- és szórakoztató tartalmakat. 2016-ra a BuzzFeednek 12 különböző országból voltak szerzői, illetve külföldi kiadásai Ausztráliában, Brazíliában, Franciaországban, Németországban, Indiában, Japánban, Mexikóban, Spanyolországban és az Egyesült Királyságban. 2017 végén a cégnek nagyjából 1700 alkalmazottja volt világszerte, bár az év novemberében 100, illetve 45 fős leépítést jelentettek be az Egyesült Államokban és az Egyesült Királyságban, valamint további 100 fő elbocsátását ígértek Franciaországban 2018 júniusában.
2019. január 23-án a BuzzFeed minden alkalmazottját értesítette a közelgő 15 százalékos létszámcsökkentésről, amely a vállalat nemzetközi, webtartalom készítő és hírszerző részlegeire terjedt ki. A leépítések körülbelül 200 munkavállalót érintettek. 2020-ban a BuzzFeed megegyezett a Universal Television televíziós produkciós céggel, hogy a történeteik alapján gyárthasson tartalmat.
2022 márciusában a BuzzFeed News három vezetőszerkesztője bejelentette lemondását és azt, hogy a szerkesztőséget önkéntes leépítések vagy kirúgások fenyegetik. A CNBC beszámolója szerint a létszámcsökkentés azután következett be, hogy a BuzzFeed befektetői megpróbálták rábeszélni Perettit a BuzzFeed News megszüntetésére, ám a tulajdonos ezt elutasította.

### Finanszírozás
2008-ban a BuzzFeed 3,5 millió dollárt gyűjtött össze a Hearst Ventures kockázatitőke-alap és a japán Softbank holdingtársaság finanszírozásával. 2011-ben a cég több mint 100 közösségimédia-kampányt futtatott, amelyekkel a 2010-es évhez képest háromszoros bevételt generált. 2012 januárjában a vállalat bejelentette, hogy a New Enterprise Associates kockázatitőke-kezelő cég, a Lerer Ventures kockázatitőke-alap, a Hearst Interactive Media, a Softbank és a RRE Capital kockázatitőke-kezelő 15,5 millió dollárral finanszírozta a weboldal bővítését. 2012 októberében a BuzzFeed az Obama adminisztráció által szponzorált tartalmat jelentetett meg, ami a reklámbevételek növekedéséhez vezetett. 2013 januárjában a vállalat arról számolt be, hogy a New Enterprise Associate 19,3 millió dollárt gyűjtött. 2013-ban a BuzzFeedet nyereséges cégként tartották számon.
2014-ben a BuzzFeed bevételei meghaladták a 100 millió dollárt. 2014 augusztusában a cég 50 millió dollárhoz jutott az Andreessen Horowitz kockázatitőke-kezelő vállalaton keresztül, ami a korábbi finanszírozások több mint kétszeresét jelentette. A BuzzFeedet az Andreessen Horowitz 850 millió dollárra értékelte. A BuzzFeed reklámbevételei olyan saját hirdetéseken alapulnak, amik a cég szerkesztői tartalmaiban is megjelennek, szalaghirdetéseket nem alkalmaznak. A hagyományos hirdetéseit a vállalat egyéb platformokon, például a Facebookon targetálja. 2014 decemberében a General Atlantic, egy növekedésitőke-kezelő cég, 50 millió dollár értékben vásárolt a BuzzFeed másodlagos részvényeiből.
2015 augusztusában az amerikai média és szórakoztatóipari konglomerátum, az NBC Universal 200 millió dolláros növekedési tőkét fektetett a BuzzFeedbe. Az oknyomozói tevékenység kiszélesítése érdekében a BuzzFeed világszerte több újságíró alkalmazását, illetve Indiában, Németországban, Mexikóban és Japánban új egységek megnyitását fontolgatta. Új munkatársak felvételét tervezte az egyesült királyságbeli irodájába, a gyorsan bővülő mozgóképpel foglalkozó egységébe és az étkezés tematikájú Tasty alvállalatba. 2016-ban, a két cég számos projekten, köztük a riói olimpián történő együttműködését követően az NBC Universal további 200 millió dollárt fektetett a BuzzFeedbe. A két vállalat együttműködést tervezett a hirdetők megnyerése céljából. A Comcast és leányvállalata, az NBC Universal együttvéve nagyjából a BuzzFeed harmadát birtokolja. A BuzzFeed korábban azt nyilatkozta, hogy nem kívánja feladni a függetlenségét.
A 2017-es évi 100 fős leépítést követően 2019-ben a BuzzFeed további 200 alkalmazottat bocsájtott el a növekedés fenntartása érdekében, annak ellenére, hogy a vállalat 2018-ban 15 százalékkal növelte az előző évi bevételeit. 2019-ben a Facebook megkezdte a BuzzFeed News két műsorának finanszírozását a Facebook Watch számára. 2020. március 15-én, a COVID-19 járványra hivatkozva, a BuzzFeed egy belső értekezleten az alkalmazotti fizetések sávos rendszerben történő csökkentését jelentette be. Peretti ígéretet tett, hogy a járvány végéig nem veszi fel a fizetését. A bejelentés hírére az alkalmazottak közül többen is megkönnyebbülésüknek adtak hangot, ugyanis leépítések nem történtek. 2020. május 13-án a cég bezárta az egyesült királyságbeli, illetve az ausztráliai egységét és szabadságra küldött 10 brit és négy ausztrál szerkesztőségi tagot.

### Felvásárlások
A BuzzFeed első akvizíciója a Rob Fishman által alapított, a Facebook hirdetések optimalizálására szakosodott startup, a Kingfish Labs felvásárlása volt.
2014 októberében a BuzzFeed bejelentette a Torando Labs felvásárlását, amely aztán a vállalat első adatmérnöki csapatává vált.
2020. november 19-én a cég bejelentette a HuffPost felvásárlását egy olyan részvényüzlet keretében, amely kisebbségi tulajdonrészt biztosított a Verzion Mediának a BuzzFeed részvényeiben.
2021 júniusában a BuzzFeed beszámolt azon tervéről, hogy egy különleges célú akvizíciós társaságon (special-purpose acquisition company, SPAC) keresztül publikussá válik, illetve hogy felvásárolja a Complex Networks média és szórakoztatóipari céget.

## Közzétett tartalom
A BuzzFeed naponta frissülő tartalmát a cég által alkalmazott riporterek, külső szerzők és karikaturisták és a weboldal látogatói hozzák létre. Az oldal legnépszerűbb tartalmai a lista alapú cikkek, a videók és a kvízek. Az ilyen típusú tartalmak hatására jött létre a ClickHole nevű paródiaoldal. Bár a BuzzFeed kezdetben kizárólag az efféle felkapott tartalmakra fókuszált, a The New York Times szerint a weboldal 2014-re egyre több hagyományos cikket, többek között vezető híreket és igényes riportokat közölt. Ugyanebben az évben a BuzzFeed több mint 4000 korábbi bejegyzését törölte, a The New Yorker szerint feltehetőleg azért, mert azok “az idő múlásával egyre nagyobb butaságnak tűntek.”
A BuzzFeed 2013. december és 2014. április között a NewsWhip közösségimédia-kutató cég Facebook-publikációs ranglistáján rendre az első helyen szerepelt, amíg a The Huffington Post át nem vette a vezetést.

### Hírek
A BuzzFeed hírszerkesztősége 2011 decemberében indult, Ben Smith főszerkesztői kinevezésével. 2013-ban a cég felvette a ProPublica nonprofit oknyomozói vállalatnál dolgozó, Pulitzer-díjas Mark Schoofst a felderítő újságírói gárda élére. 2016-ban 20 felderítő újságíró dolgozott a BuzzFeednek.

### Videók
A BuzzFeed Video, a BuzzFeed Motion Pictures Los Angeles-i központú fő YouTube csatornája önálló tartalomgyártással foglalkozik. Ze Frank 2012-es alkalmazása óta a csatorna számos videósorozatot készített, köztük a The Try Guyst. A cég 2014-ben jelentette be a BuzzFeed Motion Pictures létrehozását, aminek a segítségével egész estés filmek készítését tervezik. 2021. szeptember 1-jén a BuzzFeed Video YouTube csatornája több mint 17,4 milliárd megtekintésnél és 20,3 millió feliratkozónál járt. A BuzzFeed 2016-ban bejelentette, hogy a BuzzFeed Motion Pictures két teljes játékidejű sorozatot hoz létre a YouTube számára (Broke és Squad Wars).

### Podcastok
2015-ben a BuzzFeed létrehozott egy házon belüli podcast munkacsoportot, ami megalkotta az Another Round és az Internet Explorer podcastokat. 2018 szeptemberében a cég felszámolta a podcast részlegét és elbocsátotta a munkacsoport alkalmazottait, mivel a reklámbevételek elmaradtak a várakozásoktól. 2019 januárjában 200 munkatársat rúgtak ki vállalatszerte és a megmaradt Thirst Aid Kit podcastot is felszámolták.
A BuzzFeed korábbi podcastjai:
- Another Round
- Internet Explorer
- The News
- See Something, Say Something
- Thirst Aid Kit
- Reporting To You
- Rerun
- The Tell Show
- Women of the Hour

### Közösség
2012. július 17-én a McSweeney’s Internet Tendency elnevezésű viccoldal közzé tett egy “BuzzFeed-cikk javaslatok” (“Suggested BuzzFeed Articles”) című bejegyzést, amelyből a BuzzFeed több ötletet is megvalósított. Az oldal a McSweeney’s-t közösségi hozzájárulóként (“Community Contributor”) nevezte meg. A BuzzFeed bejegyzése több mint 350 000 megtekintést generált és kiemelt média figyelmet kapott. Az ügy hatására a weboldal 2013-ban elindította a közösségi rovatát, ahová a felhasználók tölthetnek fel tartalmakat. A felhasználók először csak napi egy bejegyzést tehetnek közzé, de engedélyezett feltöltéseik száma nőhet, ha sikerül növelniük “macskaerejüket” (“Cat Power”), a BuzzFeed közösségi rovatának hivatalos felhasználói szintmérőjét. A macskaerő akkor nő, ha a felhasználó egyre nagyobb népszerűségre tesz szert az oldalon.
2017 januárjában a BuzzFeed felhasználói közösségi tartalma 100 milliós megtekintést generált.
2019 februárjában, az elbocsátásokat követően a BuzzFeed News szakszervezet létrehozása mellett döntött. A BuzzFeed felsőbbvezetői és a szakszervezet között vita alakult ki, miután a vezetőség nem jelent meg egy találkozón.

### Technológia és közösségi média
A BuzzFeed forgalmának túlnyomó részét a közösségimédia-felületeken megosztott tartalmak létrehozásával generálja. A weboldal egy folytonos visszacsatolásos rendszer segítségével felméri, hogy az általa közölt tartalom mennyire lesz felkapott. Az adatoperációs-rendszer az oldal összes cikkét és videóját felhasználja inputként. A BuzzFeed folyamatosan teszteli és nyomon követi a közölt tartalmakat egy belső adatkutató-csoport és a közösségi nyitóoldal segítségével. A Jonah Peretti és Duncan Watts által létrehozott algoritmuson keresztül a szerkesztők, a felhasználók és a hirdetők számos különböző ötlettel kísérletezhetnek a megosztások maximalizálása érdekében. Az alkalmazott szerzőket a megtekintések alapján értékelik egy belső ranglistán. 2014-ben a BuzzFeed a látogatások 75 százalékát egyéb platformokon, például a Pinteresten, Twitteren vagy Facebookon közzétett hivatkozásokon keresztül generálta.

### Tasty
A BuzzFeed étkezési tematikájú videósorozata, a Tasty a Facebook felületére készült, ahol 2019 decemberében mintegy 100 millió követővel rendelkezett. A csatorna jóval több megtekintést generált, mint a BuzzFeed saját gasztrooldala. A csatorna öt spin-off sorozattal is rendelkezik: az önálló oldallá kinövő Tasty Junior, az alkoholos italokra fókuszáló Tasty Happy Hour, a Tasty Fresh, a Tasty Vegetarian és a Tasty Story, amiben hírességek mutatják be és készítik el saját receptjeiket. A Tasty egy saját szakácskönyvet is kiadott.
A BuzzFeed nemzetközi Tasty változatokat is működtet. A Tasty emellett egy saját konyhaieszköz-készletet is megjelentetett, ami többek között spatulákat, sütőtálcákat és keverőtálakat tartalmaz. A termékeket a Walmart hipermarkettel együttműködésben árulja a vállalat. A Tasty saját okoskuktát (“One Top”) és főzőkészleteket (“Tasty Kits”) is árusít.
2020-ban a COVID-19 járványra válaszul a Tasty egy hírességeket felvonultató online szédert streamelt a felületén, aminek a bevételeit az amerikai CDC Alapítvány (Centers for Disease Control and Prevention - Betegségfelügyeleti és -Prevenciós Központ) támogatására fordította.

### Worth It
2016 óta a Tasty egy Worth It (“Megéri”) című műsort is szponzorál, melynek főszereplői Steven Lim, Andrew Ilnyickij és Adam Bianchi. A trió minden epizódban meglátogat három különböző éttermet, amik egy-egy kategóriában jelentősen eltérő értékelésekkel rendelkeznek. Steven Lim a BuzzFeed Blue Worth It - Lifestyle videóiban is szerepel. A két sorozat abban megegyezik, hogy mindkettő három különböző cégtől származó, eltérő értékelésekkel rendelkező terméket vagy szolgáltatást mutat be, de az utóbbi olyan anyagi dolgokra fókuszál, mint a repülőülések, hotelszobák vagy hajvágások. Lim 2019-ben hagyta el a BuzzFeedet, hogy elindítsa saját produkciós cégét, a Watchert.

### BuzzFeed Unsolved
A BuzzFeed Unsolved a BuzzFeed Multiplayer legsikeresebb websorozata. A műsort Ryan Bergara hozta létre, rajta kívül pedig a másik eredeti társházigazdát, Brent Bennettet leváltó Shane Madej szerepel a sorozatban. A show a történelem leghíresebb megoldatlan rejtélyeit és az azokról szóló elméleteket mutatja be komikus stílusban. Egyes epizódokban a rejtélyek színhelyére is ellátogatnak a házigazdák. Ezek az epizódok gyakran természetfeletti vagy paranormális jelenségekre fókuszálnak, a műsorvezetők pedig sokszor szellemekre is vadásznak az ilyen részek során.

### The Try Guys
A The Try Guys egy négyfős baráti társaság (Eugene Lee Yang, Ned Fulmer, Keith Habersberger és Zach Kornfeld), akik különböző, gyakran kompromittáló szituációkban rögzítik magukat. 2018 júniusában a csapat elhagyta a BuzzFeedet és megalkotta a saját, szintén The Try Guys elnevezésű csatornáját.

### Night In / Night Out
A Night In/Night Out sorozat Ned és Ariel Fulmer főszereplésével minden epizódban két randevút ábrázolt: egy, a Tasty receptjei alapján elkészített vacsorát a pár otthonában és egy vacsorát egy Los Angeles-i étteremben. Az egyes epizódok egy-egy ételre, például sült lazacra vagy hamburgerre fókuszálnak. Ned és Ariel, az atmoszférát és az árakat is mérlegelve, minden rész végén eldönti, hogy az otthoni vagy az éttermi vacsora volt-e a jobb. 2018-ban a páros a The Try Guys-zal együtt elhagyta a BuzzFeedet, így a műsort beszüntették.

## Felkapott történetek

### "A ruha"
2015 februárjában Cates Holderness, a BuzzFeed Tumblr fiókjának szerkesztője, egyik posztjával hatalmas vitát robbantott ki arról, hogy a bejegyzésben szereplő ruha fekete és ezüst vagy pedig fehér és arany színű. A bejegyzés egyetlen nap alatt 28 millió megtekintést generált, amivel egy BuzzFeed poszt egyidejű megtekintésének új rekordját állította fel. Holderness a közösségimédia-szerkesztőség többi tagjának is megmutatta a ruhát ábrázoló képet, akik azonnal vitatkozni kezdtek a ruha színét illetőleg. Holderness csinált egy egyszerű szavazást az oldal felhasználói számára, majd metróval hazament Brooklynba. Mikor leszállt a metróról és megnyitotta telefonját, azonnal elárasztották a különböző oldalakról származó értesítések. “Nem tudtam megnyitni a Twittert, mert folyamatosan lefagyott. Már azt hittem, valaki meghalt. Nem tudtam, mi történik.”
“A legérdekesebb számomra, hogy [a bejegyzés] körbeutazta az internetet. A New York-i Twitter-körökből elérte a nemzetközi szinteket. A Twitter értesítésekből meg lehetett állapítani, mert spanyol és portugál, majd japán, kínai, thai és arab diskurzusok kezdődtek. Lenyűgöző volt látni, ahogy egy helyi dologból óriási nemzetközi jelenség válik.”

### A görögdinnye kihívás
2016. április 8-án a BuzzFeed két gyakornoka élőben streamelte Facebookon, ahogy egymás után egyre több gumiszalagot helyeztek egy görögdinnyére, amíg az fel nem robbant a nyomástól. A videót a The Daily Dot az Amerika legviccesebb házi videóihoz, illetve a komikus Gallagher munkásságához hasonlította: “pont annyira vicces és buta, csak azonnali csattanóval és nulla produkciós költséggel.” A videót a Facebook élő videókra fókuszáló, Facebook Live stratégiájának részének tekintették, amivel a platform a fiatalok körében egyre népszerűbb Snapchat és Periscope térhódítására igyekezett választ adni.

## Megítélése

### Plágium
A BuzzFeedet többször is megvádolták az online és offline versenytársak eredeti tartalmainak plagizálásával. 2012 júniusában Adrian Chen a Gawker blogon megjegyezte, hogy Matt Stopera, a BuzzFeed egyik legnépszerűbb szerzője rendszeresen másolt ki szövegrészleteket a forrás megjelölése nélkül. 2013 márciusában a The Atlantic Wire arról számolt be, hogy a BuzzFeed számos listás cikket a Redditről és egyéb weboldalakról másolt. 2014 júliusában Benny Johnsont, a BuzzFeed egyik szerzőjét többszörös plagizálással vádolták meg. Két névnélküli Twitter-felhasználó szerint Johnson olyan cikkeket közölt forráshivatkozás nélkül, amiket közvetlenül más riporterek írásaiból, a Wikipédiáról vagy a Yahoo! Answers oldaláról másolt ki. Ben Smith, a BuzzFeed főszerkesztője először védelmébe vette Johnsont és “rendkívül eredeti szerzőnek” nevezte. Pár nappal később Smith tudomásul vette, hogy Johnson 40 alkalommal plagizált, bejelentette a szerző kirúgását, valamint elnézést kért a BuzzFeed olvasóitól. “A plágium, csakúgy mint a Wikipédiáról vagy egyéb forrásokból átemelt ellenőrizetlen információk, tiszteletlenséget jelentenek az olvasók felé” nyilatkozta Smith. “Nagyon szégyelljük és sajnáljuk, hogy megvezettük önöket.” Összesen 41 plágiumeset került feltárásra és kijavításra. 2016-ban a BuzzFeed Video YouTube csatornát meggyanúsították más alkotók ötleteinek és tartalmainak lemásolásával.
A BuzzFeedet többször is beperelték a szerzői jogok megsértése miatt, mind a szerzői jogok alatt álló tartalmak engedély nélküli használatáért, mind pedig azok forráshivatkozás nélküli terjesztésének elősegítéséért. Egy alkalommal egy független fényképész képének, egy másik esetben pedig egy fényképesziroda kilenc celebfotójának a felhasználásáért indult a BuzzFeed ellen eljárás.
2020 júniusában a BuzzFeed egyik vezetőszerzőjét, Ryan Brodericket elbocsátották, miután 11 általa elkövetett plágiumesetre fény derült.

### A híroldal megítélése
2014 októberében a Pew Research Center felméréséből az derült ki, hogy a többség, politikai hovatartozástól függetlenül, megbízhatatlan hírforrásnak tartja a BuzzFeedet. A 2014-es felméréseken alapuló beszámolójában a Pew a legkevésbé megbízható források egyikének nevezte meg a BuzzFeedet az Y Generáció körében. A Columbia Journalism Review folyóirat egy 2016-os tanulmányban arra jutott, hogy egy (eredetileg a Mother Jones oldalán publikált) látszólag a BuzzFeedről származó cikket kevésbé tartottak megbízhatónak, mint a The New Yorker weboldalán megjelent azonos tartalmat. Egy amerikai hírfogyasztókat kikérdező 2017-es felmérésben a válaszadók a második legkevésbé megbízható forrásnak rangsorolták a BuzzFeedet. Ennél csak az Occupy Democrats kapott alacsonyabb értékelést.
2017 januárjában a BuzzFeedet jelentős kritika érte a mainstream híroldalak, illetve Donald Trump megválasztott elnök részéről, amiért az oldal közzétette a Steele-dossziéként elhíresült, 35 oldalnyi, nem hitelesített feljegyzéseket. A feljegyzések közzétételét követően, egy nagy nyilvánosságnak örvendő sajtókonferencián Trump egy “rakás szemétnek” nevezte a BuzzFeedet. Az ellenőrizetlen állítások közül az egyik szerint Michael Cohen, Trump ügyésze, orosz hivatalnokokkal találkozott Prágában 2016 augusztusában. Cohen hevesen tagadta az állítást.
A 2016-os elnökválasztásba történő potenciális orosz beavatkozást vizsgáló Robert Mueller irodája 2019. január 18-án kétségbe vonta egy BuzzFeed riport állítását, miszerint Trump utasította Michael Cohent, hogy hazudjon a Kongresszusnak. Mueller egyik szóvivője a BuzzFeed riportot úgy jellemezte, hogy az “nem pontos.”

### Fizetetlen hozzájárulások
2019 januári elbocsátása után Matthew Perpetua, a BuzzFeed kvízekért felelős igazgatója, egy blogbejegyzésben felfedte, hogy a weboldal legnépszerűbb kvízei közül többet is fizetetlen hozzájárulók hoztak létre. Perpetua egy michigani egyetemi hallgatót emelt ki, aki világszerte a második legnagyobb forgalmat generálta az oldalnak. A megnevezett hallgató, Rachel McCahon azt nyilatkozta, hogy Perpetua bejegyzése előtt nem volt tisztában azzal, milyen jelentőségű forgalmat biztosítanak a kvízei a BuzzFeed számára. A McCahon által készített kvízek mintegy 3,8 millió dollárt hoztak a vállalatnak. A Detroit Free Press szerint a hallgató soha nem kért fizetést a BuzzFeedtől, anyagi juttatásként csupán négy darab 30 dolláros Amazon ajándékutalványt, egy BuzzFeed pulóvert, egy pólót és több kulacsot kapott.

### A hirdetők szerkesztőségre gyakorolt befolyása
2015 áprilisában a BuzzFeedet kritika érte, miután a Gawker rámutatott, hogy a szerkesztőség két olyan bejegyzést is törölt, amik a hirdetőket kritizálták. Az egyik cikkben az Unilever által gyártott Dove szappanokat, a másikban a Hasbro játékipari céget érte kritika. Mindkét vállalat hirdet a BuzzFeeden is. Ben Smith, a BuzzFeed főszerkesztője, személyes felelősséget vállalt és bocsánatot kért a munkatársaktól a két poszt eltávolításáért, illetve közölte, hogy a bejegyzéseket (rövid kiegészítéssel) újra feltöltötték. Napokkal később Arabelle Sicardi, az egyik törölt cikk szerzője felmondott. Egy belső vizsgálat során a cég megállapította, hogy három másik bejegyzés is törlésre került, amiért kritizálták a Microsoft, a Pepsi és az Unilever termékeit vagy hirdetéseit.
2016-ban a brit reklámszabályozási hatóság úgy határozott, hogy a BuzzFeed megsértette a brit hirdetési szabályozásokat, amikor nem tüntette fel egyértelműen a “Fourteen Laundry Fails We Have All Experienced” (“Tizennégy mosási katasztrófa, amit mind átéltünk”) című cikkében, hogy az abban ajánlott Dylon egy, a cég által szponzorált hirdetés volt. A hatóság abban igazat adott a BuzzFeednek, hogy a cikkre mutató hivatkozások és keresések a bejegyzést egyértelműen szponzorált tartalomként tüntették fel, a posztra való közvetlen hivatkozás esetén azonban a figyelmeztetés nem jelent meg. A szabályozó hatóság ezért arra a következtetésre jutott, hogy a megjelölés nem tudta kielégítően jelezni, hogy a weblap főoldalán szereplő tartalom hirdetési célú, vagyis hogy a szerkesztőségi tevékenységet a hirdető befolyásolta.

### Az alkalmazottak felvétele
2016 februárjában Scaachi Koul, a BuzzFeed Canada egyik vezetőszerzője olyan szerzői felhívást tett közzé Twitteren, amiben “főleg nem fehér, nem férfiakat” keres, amihez hozzátette, hogy “Ha egy fehér férfi vagy, akit zavar, hogy főleg nem fehér, nem férfiakat keresünk, akkor nem érdekelsz, menj írj a Maclean’s-nek.” A reakciókra válaszul azt írta, hogy “A fehér férfiak is küldhetnek be anyagokat, elolvasom, megfontolom azt is. Csak kevésbé érdekel, mert ugh, férfiak.” A “férfigyűlölőnek” bélyegzett tweetet követően Koul rengeteg gyűlölködő kommentet és fenyegetést kapott. Koul korábbi munkatársa, a Maclean’s-nek író Sarmishta Subramanian elítélte a bejegyzésre érkező reakciókat és Koul sokszínűségre reflektáló felhívását helyénvalónak nevezte. Subramanian szerint a provokatív megközelítés felveteti a tokenizmus vádját, ami akadályozhatja a BuzzFeed kinyilatkoztatott céljait. 2019 januárjában a BuzzFeed 15 százalékos létszámcsökkentést jelentett be. 2019 júniusában a cég ígéretet tett az alkalmazottak szakszervezetének elismerésére.

### Ideológia
A BuzzFeed szerkesztőségi útmutatójában az szerepel, hogy a vállalat elkötelezett amellett, hogy egyes ügyekben, mint a polgárjogok, a nők jogai, az antirasszizmus vagy az LMBT személyek jogegyenlősége, “nincs két oldal”. A The Week hetilap tudósítója, Ryan Cooper és az American Enterprise Institute közéleti think tank vezető munkatársa, Timothy P. Carney a konzervatív Washington Examiner hírportálon kétségbe vonta a BuzzFeed megbízhatóságát, amiért a cég politikai kérdésekben egyértelmű állást foglal. 2015 júniusában a BuzzFeed és egyéb weboldalak, mint a The Huffington Post és a Mashable átmenetileg szivárványszínűre cserélték a közösségimédia-felületeken megjelenő profilképüket, hogy megünnepeljék az azonos neműek házasságának az egész USA-ra kiterjedő legalizálását.
2016 júniusában a baloldali Fairness and Accuracy in Reporting médiamegfigyelő szervezet úgy találta, hogy a BuzzFeed 100 Barack Obamáról szóló cikkéből 65 volt pozitív, 34 semleges és egy kritikus. A szervezet szerint a weboldal Obamáról szóló tudósítása “hátborzongató” és “szinte mindig kritika nélküli és gyakran hízelgő”. A BuzzFeed Obama együttműködésével kampányolt a választási részvétel mellett. Ugyanabban a hónapban a cég felmondta a Republikánus Párttal kötött hirdetési megállapodását Donald Trump “sértő megjegyzései” miatt. Jonah Peretti azt nyilatkozta: “Természetesen nem szeretünk lemondani a bevételeinkről, amik a cégünk összes fontos tevékenységét finanszírozzák. Néhány esetben azonban üzleti kivételt kell tennünk: nem futtatunk cigaretta hirdetéseket, mert veszélyesek az egészségre, és a Trump reklámokat sem fogadjuk el ugyanezen okból kifolyólag.”
2017 novemberében a BuzzFeed közzétette a Steele-dosszié néven elhíresült, ellenőrizetlen hírszerzési anyagot, ami számos Trump elleni vádat tartalmaz. A riport közzétételét elítélte többek között Margaret Sullivan a The Washington Post napilaptól, David Graham, a The Atlantic magazintól és Chuck Todd az NBC hírtelevíziótól. Ben Smith elutasította a vádakat, melyek szerint a BuzzFeed politikai elfogultság miatt tette közzé az anyagot, a riportot pedig központi jelentőségűnek nevezte.

## Díjak és elismerések
2017-ben a BuzzFeed elnyerte a Webby-díjat a legjobb hírapplikáció és a legjobb interjú/talk show kategóriában (az Another Round podcastért), valamint Greg Colemant választotta az év vezetőszerkesztőjének a Digiday.
2018-ban a BuzzFeed News szerkesztősége bekerült a Pulitzer-díjra jelöltek döntősei közé a nemzetközi tudósítás kategóriában egy cikkért, amiben bebizonyítják, hogy Vlagyimir Putyinhoz köthető ügynökök gyilkos kampányokat folytattak az orosz elnök ellenségeivel szemben amerikai és brit felségterületen. A BuzzFeed 2021-ben végül elnyerte a Pulitzer-díjat a nemzetközi tudósítás kategóriában a hszincsiangi átnevelőtáborokról készült tényfeltáró sorozatért.

## Fordítás
Ez a szócikk részben vagy egészben  a   BuzzFeed című angol Wikipédia-szócikk ezen változatának fordításán alapul.  Az eredeti cikk szerkesztőit annak laptörténete sorolja fel. Ez a jelzés csupán a megfogalmazás eredetét és a szerzői jogokat jelzi, nem szolgál a cikkben szereplő információk forrásmegjelöléseként.